# Enric Giménez i Lloberas
Enric Giménez i Lloberas (Barcelona, 3 de gener de 1868 - 26 de maig de 1939) fou actor, productor, escenògraf i home de teatre català.
Gran actor i director de l'escena catalana, era alhora un destacat dibuixant. La seva activitat escènica anava molt més enllà de l'actuació i la direcció, va treballar també els camps de l'escenografia, el vestuari, els pentinats, etc.
Des de jove, Enric Giménez destacà en les arts plàstiques, com ara el dibuix i l'escultura. Com a escultor fou membre, amb divuit i/o dinou anys, d'uns dels equips de construcció del Monument a Colom i de l'Arc de Triomf de Barcelona, ambdós inaugurats l'any 1888 durant l'Exposició Universal de la ciutat. Ara bé, la seva passió i vocació principal - el teatre - va fer que deixés enrere l'escultura amb només vint anys. Provinent d'una família ja enamorada de l'escena, per exemple el seu pare Manuel Giménez i Iroz (o Irós), nascut a Barcelona el 1840, o el seu oncle, Miquel Giménez, ambdós actors aficionats, va començar la seva professionalització en el teatre català l'any 1894.
Reconegut especialment pel seu vessant com a intèrpret de versions catalanes d'obres clàssiques i de repertori universal - com ara Espectres d'Ibsen (1896), Ifigènia a Tàurida de Goethe (1898) o obres d'Èsquil, Sòfocles, Eurípides, Molière, Goldoni, G. Hauptmann, Bjørnson, Gor'kij, etc. - realitzà també una tasca extraordinària a l'hora de posar en escena tota classe d'obres de bressol català com a actor, director i escenògraf. L'octubre de 1894 va entrar a la companyia dirigida per Enric Borràs al Teatre Novetats de Passeig de Gràcia, amb la qual va participar en la primera estrena - el 24 de novembre d'aquell mateix any - de Maria Rosa, un dels grans drames d'Àngel Guimerà. La tardor de 1897 va integrar-se a l'esquadró de teatre català del Teatre Principal; i el 1990 va passar a formar part del Teatre Íntim d'Adrià Gual. No abandonà mai el teatre, treballant contínuament en les companyies ja esmentades o en companyies noves, fins i tot de pròpia creació, com per exemple en la seva tasca com a director, escenògraf i actor principal al Teatre Romea. A més, destaca per introduir el gènere policial i detectivesc a l'escena catalana amb obres basades en els principals personatges d'escriptors tan destacats com Arthur Connan Doyle (El detectiu Sherlock Holmes, El gos dels Baskerville, etc.) o Maurice Leblanc (Arséni Lupin).

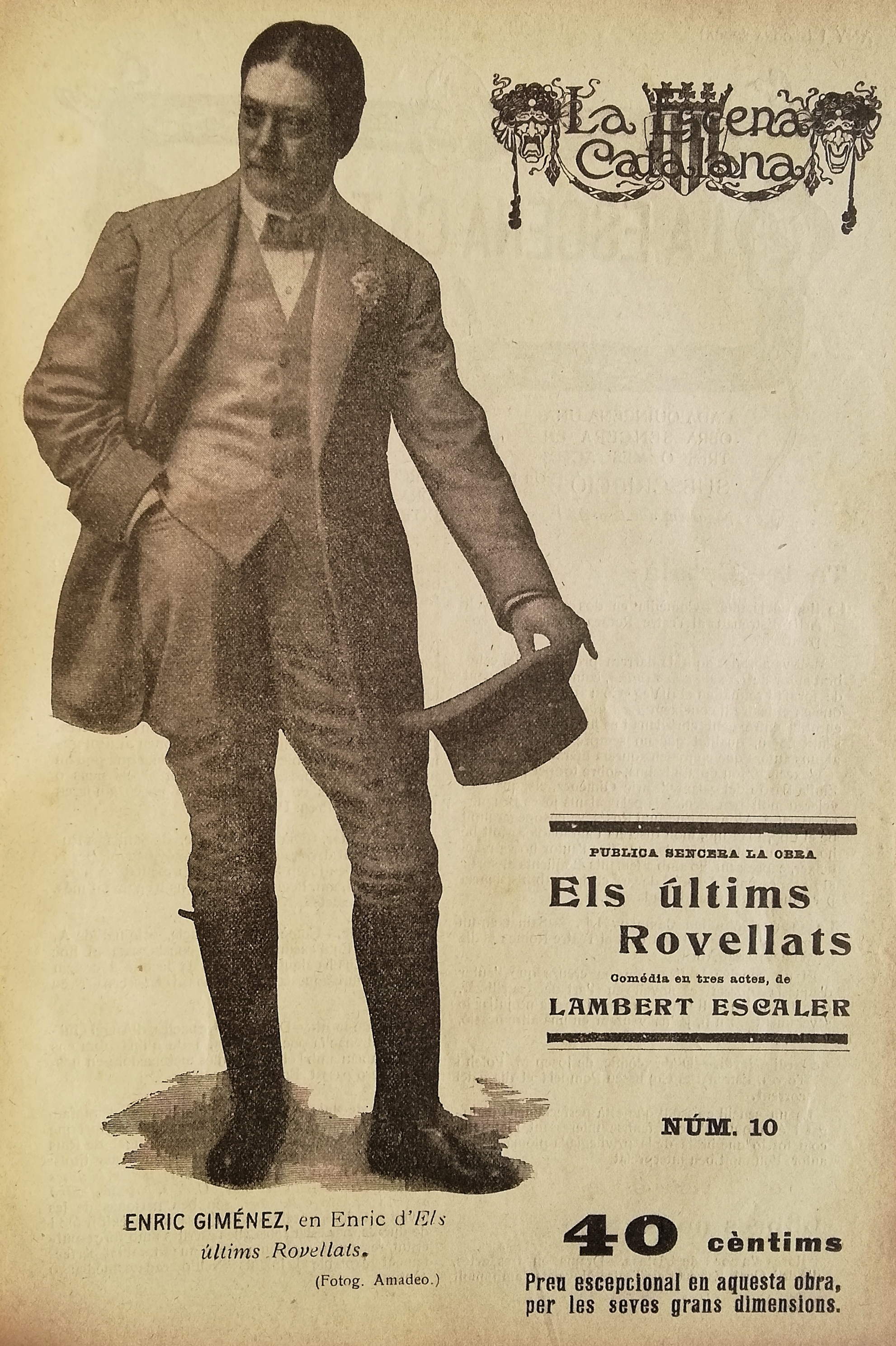
Enric Giménez interpretant un paper a la comèdia Els últims Rovellats de Lambert Escaler, publicada a Barcelona per La Escena Catalana l'any 1918

A banda del teatre, va treballar també en cinema - en totes les seves vessants - en pel·lícules com la primera adaptació cinematogràfica de Terra Baixa (1908), de Fructuós Gelabert, on va interpretar el paper principal de Manelic, posat en escena per primera vegada per Enric Borràs; o La Dolores (1908), on no només va interpretar, sinó que codirigí juntament amb Gelabert i dissenyà l'escenografia de plató (com demostra un esbós escenogràfic conservat al Museu de les Arts Escèniques de Barcelona).
Fou també professor -o més ben dit, mestre- de l'Institut del Teatre des de la seva fundació l'any 1915, participant així en la formació artística de gran nombre dels principals actors i actrius o escenògrafs del teatre català del primer terç del XX. De fet, fou director interí de la institució entre 1934 i 1936, quan arran dels Fets d'Octubre, Joan Alavedra i Segurañas fou apartat temporalment del càrrec.

## Obres[calcitació]
A continuació, una petita mostra - d'entre centenars - de les obres que posà en escena:
Actor
- 1894, 24 de novembre. En el paper de Badori a l'obra Maria Rosa d'Àngel Guimerà. Estrenada al Teatre Català (Teatre Novetats).
- 1906, 20 d'abril. En el paper de Jordi a l'obra Scherzo de Josep Pous i Pagès. Estrenada al Teatre Principal de Barcelona. Director artístic: Adrià Gual.
- 1917, 18 desembre. En el paper de Damià, pretendent de Francina a l'obra Garidó i Francina de Joan Puig i Ferreter. Estrenada al Teatre Romea de Barcelona.
- 1918, 10 de gener. En el paper d'Andreu a l'obra Rondalla d'esparvers de Josep Maria de Sagarra. Estrenada al Teatre Romea de Barcelona.
- 1918, 19 d'abril. En el paper de Jan-Toni a l'obra Al cor de la nit d'Àngel Guimerà. Estrenada al Teatre Romea de Barcelona.
- 1919, 7 d'octubre. En el paper de Serní a l'obra Dijous Sant de Josep Maria de Sagarra. Estrenada al Teatre Romea de Barcelona.
- 1919, 17 d'octubre. En el paper d'El senyor Pelegrí a l'obra Flacs naixem, flacs vivim... de Josep Pous i Pagès. Estrenada al Teatre Romea de Barcelona.
- 1921, 7 d'octubre. En el paper d'Agustí a l'obra El jardinet de l'amor de Josep Maria de Sagarra. Estrenada al Teatre Romea de Barcelona.

Director d'escena
- 1908, 16 de gener. La reina vella d'Àngel Guimera. Estrenada al Teatre Principal de Barcelona.
- 1911, 15 d'abril. La reina jove d'Àngel Guimerà. Estrenada al Teatre Principal de Barcelona.
- 1917, 18 desembre. Garidó i Francina de Joan Puig i Ferreter. Estrenada al Teatre Romea de Barcelona.
- 1919, 17 d'octubre. Flacs naixem, flacs vivim... de Josep Pous i Pagès. Estrenada al Teatre Romea de Barcelona.
- 1935, 30 d'octubre. Roser florit de Josep Maria de Sagarra. Estrenada al Teatre Romea de Barcelona.

Escenògraf
- 1908, 16 de gener. La reina vella d'Àngel Guimerà. Estrenada al Teatre Principal de Barcelona.
- 1911, 15 d'abril. La reina jove d'Àngel Guimerà. Estrenada al Teatre Principal de Barcelona.
- 1917, 18 desembre. Garidó i Francina de Joan Puig i Ferreter. Estrenada al Teatre Romea de Barcelona.
- 1935, 30 d'octubre. Roser florit de Josep Maria de Sagarra. Estrenada al Teatre Romea de Barcelona.

## Fons
La família d'Enric Giménez ha cedit al Centre de Documentació i Museu de les Arts Escèniques de Barcelona un important fons documental sobre aquest destacat personatge del teatre català. Entre els documents conservats hi ha fotografies, programes de mà, retalls de premsa, etc. Tanmateix, dins el conjunt conservat, destaca especialment la interessant i abundant col·lecció de dibuixos -de gran interès teatral, però també de qualitat artística- de mà de l'artista i en relació amb més d'un centenar d'obres que posà -literalment- a escena. Entre les il·lustracions hi trobem esbossos escenogràfics, plànols d'escena i figurins.